# Lunigiana

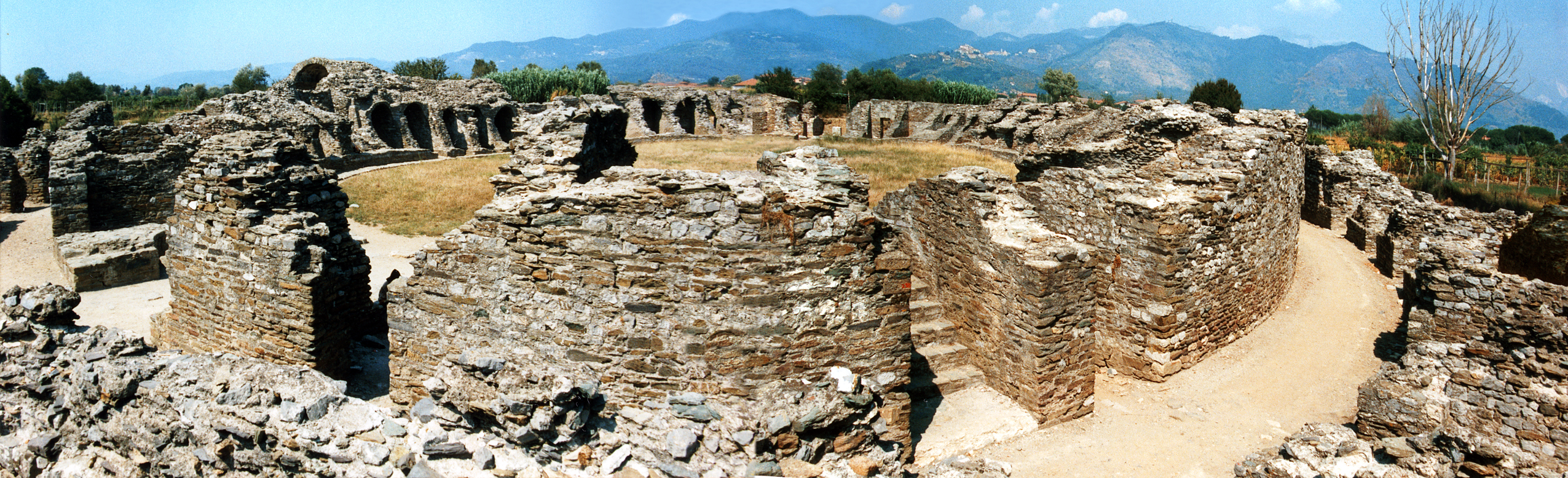
Anfiteatro de Luni.

A Lunigiana é um território histórico de Itália situado entre o noroeste da Toscana e leste Ligúria ao longo do rio Magra, nas actuais províncias de La Spezia e Massa-Carrara. 
As suas origens remontam a uma antiga colónia romana e, posteriormente, à diocese medieval de Luni. Seu nome deriva de Luni, um povo pré-romano, conhecido desde o tempo dos etruscos, cuja área de colonização converteu-se num importante centro urbano da costa norte toscana. 
Diz-se que o nome do povoado refere-se à Lua (luna), corpo celeste cuja beleza era realçada pelos Apeninos. Outros defendem que o nome da povoação se deve ao facto dos habitantes de Luni prestarem culto à Lua. 
Os primeros habitantes da Lunigiana foram os apuanos nas partes altas e os etruscos junto à costa.
As localidades mais importantes da região são Castelnuovo Magra, Sarzana, Pontremoli entre outras.